# Éliminatoires de la Coupe du monde de football 2014 : zone Afrique

## Équipes engagées
52 équipes (sur les 53 membres de la FIFA) participent aux éliminatoires de la zone Afrique à la suite de la non-inscription de la  Mauritanie.
En gras, les équipes qualifiées pour la Coupe du monde 2014.
| Afrique du Sud | Côte d'Ivoire      | Liberia    | Sao Tomé-et-Principe |
| Algérie        | Djibouti           | Libye      | Sénégal              |
| Angola         | Égypte             | Madagascar | Seychelles           |
| Bénin          | Érythrée           | Malawi     | Sierra Leone         |
| Botswana       | Éthiopie           | Mali       | Somalie              |
| Burkina Faso   | Gabon              | Maroc      | Soudan               |
| Burundi        | Gambie             | Maurice    | Eswatini             |
| Cameroun       | Ghana              | Mozambique | Tanzanie             |
| Cap-Vert       | Guinée             | Namibie    | Tchad                |
| Centrafrique   | Guinée-Bissau      | Niger      | Togo                 |
| Comores        | Guinée équatoriale | Nigeria    | Tunisie              |
| Congo          | Kenya              | Ouganda    | Zambie               |
| RD Congo       | Lesotho            | Rwanda     | Zimbabwe             |

Le tirage au sort des premier et deuxième tours a été effectué le 30 juillet 2011 à Rio de Janeiro au Brésil.

## Premier tour
Afin de limiter le nombre de participants à 40 au tour suivant, un tour préliminaire à élimination directe en matchs aller-retour met aux prises les 24 pays les moins bien classés à l'indice FIFA de juillet 2011. Les matchs aller se déroulent le 11 novembre 2011 et les matchs retour le 15 novembre 2011.
| Match | Équipe 1             | Résultat     | Équipe 2   | Aller | Retour |
| ----- | -------------------- | ------------ | ---------- | ----- | ------ |
| 1     | Seychelles           | 0 – 7        | Kenya      | 0 – 3 | 0 – 4  |
| 2     | Guinée-Bissau        | 1 – 2        | Togo       | 1 – 1 | 0 – 1  |
| 3     | Djibouti             | 0 – 8        | Namibie    | 0 – 4 | 0 – 4  |
| 4     | Maurice              | forfait - Q. | Liberia    | -     | -      |
| 5     | Comores              | 1 – 5        | Mozambique | 0 – 1 | 1 – 4  |
| 6     | Guinée équatoriale   | 3 – 2        | Madagascar | 2 – 0 | 1 – 2  |
| 7     | Somalie              | 0 – 5        | Éthiopie   | 0 – 0 | 0 – 5  |
| 8     | Lesotho              | 3 – 2        | Burundi    | 1 – 0 | 2 – 2  |
| 9     | Érythrée             | 2 – 4        | Rwanda     | 1 – 1 | 1 – 3  |
| 10    | Eswatini             | 2 – 8        | RD Congo   | 1 – 3 | 1 – 5  |
| 11    | Sao Tomé-et-Principe | 1 – 6        | Congo      | 0 – 5 | 1 – 1  |
| 12    | Tchad                | 2 – 2E       | Tanzanie   | 1 – 2 | 1 – 0  |

## Deuxième tour
Les rencontres se déroulent du 1er juin 2012 au 10 septembre 2013.
Deux équipes sont sanctionnées pour avoir fait jouer des joueurs sous le coup d'une suspension. En effet, dans les compétitions internationales de la FIFA, un joueur recevant deux avertissements est automatiquement suspendu pour la rencontre suivante.
Le premier de chaque groupe accède au troisième et dernier tour.

### Groupe A
| Rang | Équipe         | Pts | J | G | N | P | Bp | Bc | Diff |  | Résultats (▼ dom., ► ext.) |     |     |     |     |
| ---- | -------------- | --- | - | - | - | - | -- | -- | ---- |  | -------------------------- | --- | --- | --- | --- |
| 1    | Éthiopie       | 13  | 6 | 4 | 1 | 1 | 8  | 6  | +2   |  | Éthiopie                   |     | 2-1 | 1-0 | 2-0 |
| 2    | Afrique du Sud | 11  | 6 | 3 | 2 | 1 | 12 | 5  | +7   |  | Afrique du Sud             | 1-1 |     | 4-1 | 2-0 |
| 3    | Botswana       | 7   | 6 | 2 | 1 | 3 | 8  | 10 | -2   |  | Botswana                   | 3-0 | 1-1 |     | 3-2 |
| 4    | Centrafrique   | 3   | 6 | 1 | 0 | 5 | 5  | 12 | -7   |  | Centrafrique               | 1-2 | 0-3 | 2-0 |     |

L'Éthiopie est qualifiée pour le troisième tour.

### Groupe B
| Rang | Équipe             | Pts | J | G | N | P | Bp | Bc | Diff |  | Résultats (▼ dom., ► ext.) |     |     |     |     |
| ---- | ------------------ | --- | - | - | - | - | -- | -- | ---- |  | -------------------------- | --- | --- | --- | --- |
| 1    | Tunisie            | 14  | 6 | 4 | 2 | 0 | 13 | 6  | +7   |  | Tunisie                    |     | 3-0 | 2-1 | 3-1 |
| 2    | Cap-Vert           | 9   | 6 | 3 | 0 | 3 | 9  | 7  | +2   |  | Cap-Vert                   | 1-2 |     | 1-0 | 3-0 |
| 3    | Sierra Leone       | 8   | 6 | 2 | 2 | 2 | 10 | 10 | 0    |  | Sierra Leone               | 2-2 | 2-1 |     | 3-2 |
| 4    | Guinée équatoriale | 2   | 6 | 0 | 2 | 4 | 6  | 15 | -9   |  | Guinée équatoriale         | 1-1 | 0-3 | 2-2 |     |

La Tunisie est qualifiée pour le troisième tour.

### Groupe C
| Rang | Équipe        | Pts | J | G | N | P | Bp | Bc | Diff |  | Résultats (▼ dom., ► ext.) |     |     |     |     |
| ---- | ------------- | --- | - | - | - | - | -- | -- | ---- |  | -------------------------- | --- | --- | --- | --- |
| 1    | Côte d'Ivoire | 14  | 6 | 4 | 2 | 0 | 15 | 5  | +10  |  | Côte d'Ivoire              |     | 1-1 | 2-0 | 3-0 |
| 2    | Maroc         | 9   | 6 | 2 | 3 | 1 | 9  | 8  | +1   |  | Maroc                      | 2-2 |     | 2-1 | 2-0 |
| 3    | Tanzanie      | 6   | 6 | 2 | 0 | 4 | 8  | 12 | -4   |  | Tanzanie                   | 2-4 | 3-1 |     | 2-1 |
| 4    | Gambie        | 4   | 6 | 1 | 1 | 4 | 4  | 11 | -7   |  | Gambie                     | 0-3 | 1-1 | 2-0 |     |

La Côte d'Ivoire est qualifiée pour le troisième tour.

### Groupe D
| Rang | Équipe  | Pts | J | G | N | P | Bp | Bc | Diff |  | Résultats (▼ dom., ► ext.) |     |     |     |     |
| ---- | ------- | --- | - | - | - | - | -- | -- | ---- |  | -------------------------- | --- | --- | --- | --- |
| 1    | Ghana   | 15  | 6 | 5 | 0 | 1 | 18 | 3  | +15  |  | Ghana                      |     | 2-1 | 7-0 | 4-0 |
| 2    | Zambie  | 11  | 6 | 3 | 2 | 1 | 11 | 4  | +7   |  | Zambie                     | 1-0 |     | 4-0 | 1-1 |
| 3    | Lesotho | 5   | 6 | 1 | 2 | 3 | 4  | 15 | -11  |  | Lesotho                    | 0-2 | 1-1 |     | 0-0 |
| 4    | Soudan  | 2   | 6 | 0 | 2 | 4 | 3  | 14 | -11  |  | Soudan                     | 1-3 | 0-3 | 1-3 |     |

Le Ghana se qualifie pour le troisième tour.

### Groupe E
| Rang | Équipe       | Pts | J | G | N | P | Bp | Bc | Diff |  | Résultats (▼ dom., ► ext.) |     |     |     |     |
| ---- | ------------ | --- | - | - | - | - | -- | -- | ---- |  | -------------------------- | --- | --- | --- | --- |
| 1    | Burkina Faso | 12  | 6 | 4 | 0 | 2 | 7  | 4  | +3   |  | Burkina Faso               |     | 0-3 | 1-0 | 4-0 |
| 2    | Congo        | 11  | 6 | 3 | 2 | 1 | 7  | 3  | +4   |  | Congo                      | 0-1 |     | 1-0 | 1-0 |
| 3    | Gabon        | 7   | 6 | 2 | 1 | 3 | 5  | 6  | -1   |  | Gabon                      | 1-0 | 0-0 |     | 4-1 |
| 4    | Niger        | 4   | 6 | 1 | 1 | 4 | 6  | 12 | -6   |  | Niger                      | 0-1 | 2-2 | 3-0 |     |

Le Burkina Faso est qualifié pour le troisième tour.

### Groupe F
| Rang | Équipe  | Pts | J | G | N | P | Bp | Bc | Diff |  | Résultats (▼ dom., ► ext.) |     |     |     |     |
| ---- | ------- | --- | - | - | - | - | -- | -- | ---- |  | -------------------------- | --- | --- | --- | --- |
| 1    | Nigeria | 12  | 6 | 3 | 3 | 0 | 7  | 3  | +4   |  | Nigeria                    |     | 2-0 | 1-1 | 1-0 |
| 2    | Malawi  | 7   | 6 | 1 | 4 | 1 | 4  | 5  | -1   |  | Malawi                     | 1-1 |     | 2-2 | 0-0 |
| 3    | Kenya   | 6   | 6 | 1 | 3 | 2 | 4  | 5  | -1   |  | Kenya                      | 0-1 | 0-0 |     | 1-0 |
| 4    | Namibie | 5   | 6 | 1 | 2 | 3 | 2  | 4  | -2   |  | Namibie                    | 1-1 | 0-1 | 1-0 |     |

Le Nigeria est qualifié pour le troisième tour.

### Groupe G
| Rang | Équipe     | Pts | J | G | N | P | Bp | Bc | Diff |  | Résultats (▼ dom., ► ext.) |     |     |     |     |
| ---- | ---------- | --- | - | - | - | - | -- | -- | ---- |  | -------------------------- | --- | --- | --- | --- |
| 1    | Égypte     | 18  | 6 | 6 | 0 | 0 | 16 | 7  | +9   |  | Égypte                     |     | 4-2 | 2-0 | 2-1 |
| 2    | Guinée     | 10  | 6 | 3 | 1 | 2 | 12 | 8  | +4   |  | Guinée                     | 2-3 |     | 6-1 | 1-0 |
| 3    | Mozambique | 3   | 6 | 0 | 3 | 3 | 2  | 10 | -8   |  | Mozambique                 | 0-1 | 0-0 |     | 0-0 |
| 4    | Zimbabwe   | 2   | 6 | 0 | 2 | 4 | 4  | 9  | -5   |  | Zimbabwe                   | 2-4 | 0-1 | 1-1 |     |

L’Égypte est qualifiée pour le troisième et dernier tour.

### Groupe H
| Rang | Équipe  | Pts | J | G | N | P | Bp | Bc | Diff |  | Résultats (▼ dom., ► ext.) |     |     |     |     |
| ---- | ------- | --- | - | - | - | - | -- | -- | ---- |  | -------------------------- | --- | --- | --- | --- |
| 1    | Algérie | 15  | 6 | 5 | 0 | 1 | 13 | 4  | +9   |  | Algérie                    |     | 1-0 | 3-1 | 4-0 |
| 2    | Mali    | 8   | 6 | 2 | 2 | 2 | 7  | 7  | 0    |  | Mali                       | 2-1 |     | 2-2 | 1-1 |
| 3    | Bénin   | 8   | 6 | 2 | 2 | 2 | 8  | 9  | -1   |  | Bénin                      | 1-3 | 1-0 |     | 2-0 |
| 4    | Rwanda  | 2   | 6 | 0 | 2 | 4 | 3  | 11 | -8   |  | Rwanda                     | 0-1 | 1-2 | 1-1 |     |

L'Algérie est qualifiée pour le troisième et dernier tour.

### Groupe I
| Rang | Équipe   | Pts | J | G | N | P | Bp | Bc | Diff |  | Résultats (▼ dom., ► ext.) |     |     |     |     |
| ---- | -------- | --- | - | - | - | - | -- | -- | ---- |  | -------------------------- | --- | --- | --- | --- |
| 1    | Cameroun | 13  | 6 | 4 | 1 | 1 | 8  | 3  | +5   |  | Cameroun                   |     | 1-0 | 1-0 | 2-1 |
| 2    | Libye    | 9   | 6 | 2 | 3 | 1 | 5  | 3  | +2   |  | Libye                      | 2-1 |     | 0-0 | 2-0 |
| 3    | RD Congo | 6   | 6 | 1 | 3 | 2 | 3  | 3  | 0    |  | RD Congo                   | 0-0 | 0-0 |     | 2-0 |
| 4    | Togo     | 4   | 6 | 1 | 1 | 4 | 4  | 11 | -7   |  | Togo                       | 0-3 | 1-1 | 2-1 |     |

Le Cameroun est qualifié pour le troisième tour.

### Groupe J
| Rang | Équipe  | Pts | J | G | N | P | Bp | Bc | Diff |  | Résultats (▼ dom., ► ext.) |     |     |     |     |
| ---- | ------- | --- | - | - | - | - | -- | -- | ---- |  | -------------------------- | --- | --- | --- | --- |
| 1    | Sénégal | 12  | 6 | 3 | 3 | 0 | 9  | 4  | +5   |  | Sénégal                    |     | 1-0 | 1-1 | 3-1 |
| 2    | Ouganda | 8   | 6 | 2 | 2 | 2 | 5  | 6  | -1   |  | Ouganda                    | 1-1 |     | 2-1 | 1-0 |
| 3    | Angola  | 7   | 6 | 1 | 4 | 1 | 8  | 6  | +2   |  | Angola                     | 1-1 | 1-1 |     | 4-1 |
| 4    | Liberia | 4   | 6 | 1 | 1 | 4 | 4  | 10 | -6   |  | Liberia                    | 0-2 | 2-0 | 0-0 |     |

Le Sénégal est qualifié pour le troisième tour.

## Troisième tour
Les dix équipes encore en lice s'affrontent lors d'un tour final à élimination directe en matches aller-retour. Les cinq vainqueurs sont qualifiés pour la Coupe du monde 2014. Le tirage au sort s'est tenu au siège de la CAF, au Caire, le 16 septembre 2013 où les équipes étaient réparties dans deux chapeaux selon leur classement FIFA de septembre 2013 (entre parenthèses ci-après) :
- Côte d'Ivoire (23),  Ghana (24),  Algérie (22),  Nigeria (36) et  Tunisie (46) pour les nations têtes de série.
- Égypte (50),  Burkina Faso (51),  Cameroun (61),  Sénégal (66) et  Éthiopie (93) pour les nations non têtes de série.

| Équipe 1      | Résultat | Équipe 2 | Aller | Retour |
| ------------- | -------- | -------- | ----- | ------ |
| Côte d'Ivoire | 4 – 2    | Sénégal  | 3 – 1 | 1 – 1  |
| Éthiopie      | 1 – 4    | Nigeria  | 1 – 2 | 0 – 2  |
| Tunisie       | 1 – 4    | Cameroun | 0 – 0 | 1 – 4  |
| Ghana         | 7 – 3    | Égypte   | 6 – 1 | 1 – 2  |
| Burkina Faso  | 3 – 3    | Algérie  | 3 – 2 | 0 – 1  |

### Détails des rencontres
| 12 octobre 2013 | Côte d'Ivoire                                    | 3 – 1   | Sénégal     | Stade Félix-Houphouët-Boigny, Abidjan                    |                                                          |
| 17:00 UTC+0     | Drogba 3e (pen.) · L. Sané 14e (csc) · Kalou 49e | (2 – 0) | 90+4e Cissé | Spectateurs : 30 000 Arbitrage : Rajindraparsad Seechurn | Spectateurs : 30 000 Arbitrage : Rajindraparsad Seechurn |
| 17:00 UTC+0     | Rapport                                          |         |             | Spectateurs : 30 000 Arbitrage : Rajindraparsad Seechurn | Spectateurs : 30 000 Arbitrage : Rajindraparsad Seechurn |

| 16 novembre 2013 | Sénégal        | 1 – 1   | Côte d'Ivoire | Stade Mohamed V, Casablanca (Maroc)              |                                                  |
| 19:00 UTC+1      | Sow 72e (pen.) | (0 – 0) | 90+4e Kalou   | Spectateurs : 15 000 Arbitrage : Djamel Haimoudi | Spectateurs : 15 000 Arbitrage : Djamel Haimoudi |
| 19:00 UTC+1      | Rapport        |         |               | Spectateurs : 15 000 Arbitrage : Djamel Haimoudi | Spectateurs : 15 000 Arbitrage : Djamel Haimoudi |

| 13 octobre 2013 | Éthiopie   | 1 – 2   | Nigeria                | Stade d'Addis-Abeba, Addis-Abeba              |                                               |
| 16:00 UTC+3     | Assefa 57e | (0 – 0) | 67e 90e (pen.) Emenike | Spectateurs : 22 000 Arbitrage : Néant Alioum | Spectateurs : 22 000 Arbitrage : Néant Alioum |
| 16:00 UTC+3     | Rapport    |         |                        | Spectateurs : 22 000 Arbitrage : Néant Alioum | Spectateurs : 22 000 Arbitrage : Néant Alioum |

| 16 novembre 2013 | Nigeria                       | 2 – 0   | Éthiopie | UJ Esuene Stadium (en), Calabar                |                                                |
| 16:00 UTC+1      | Moses 20e (pen.) · Obinna 81e | (1 – 0) |          | Spectateurs : 8 000 Arbitrage : Bakary Gassama | Spectateurs : 8 000 Arbitrage : Bakary Gassama |
| 16:00 UTC+1      | Rapport                       |         |          | Spectateurs : 8 000 Arbitrage : Bakary Gassama | Spectateurs : 8 000 Arbitrage : Bakary Gassama |

| 13 octobre 2013 | Tunisie | 0 – 0   | Cameroun | Stade olympique de Radès, Radès                  |                                                  |
| 18:00 UTC+1     |         | (0 – 0) |          | Spectateurs : 60 900 Arbitrage : Koman Coulibaly | Spectateurs : 60 900 Arbitrage : Koman Coulibaly |
| 18:00 UTC+1     | Rapport |         |          | Spectateurs : 60 900 Arbitrage : Koman Coulibaly | Spectateurs : 60 900 Arbitrage : Koman Coulibaly |

| 17 novembre 2013 | Cameroun                                 | 4 – 1   | Tunisie     | Stade Ahmadou Ahidjo, Yaoundé                            |                                                          |
| 15:00 UTC+1      | Webó 3e · Moukandjo 29e · Makoun 65e 85e | (2 – 0) | 50e Akaichi | Spectateurs : 35 570 Arbitrage : Rajindraparsad Seechurn | Spectateurs : 35 570 Arbitrage : Rajindraparsad Seechurn |
| 15:00 UTC+1      | Rapport                                  |         |             | Spectateurs : 35 570 Arbitrage : Rajindraparsad Seechurn | Spectateurs : 35 570 Arbitrage : Rajindraparsad Seechurn |

| 15 octobre 2013 | Ghana                                                                     | 6 – 1   | Égypte               | Baba Yara Stadium, Kumasi                           |                                                     |
| 16:00 UTC+0     | Gyan 4e 53e · Gomaa 23e (csc) · Waris 44e · Muntari 72e (pen.) · Atsu 88e | (3 – 1) | 41e (pen.) Aboutrika | Spectateurs : 38 000 Arbitrage : Bouchaïb El Ahrach | Spectateurs : 38 000 Arbitrage : Bouchaïb El Ahrach |
| 16:00 UTC+0     | Rapport                                                                   |         |                      | Spectateurs : 38 000 Arbitrage : Bouchaïb El Ahrach | Spectateurs : 38 000 Arbitrage : Bouchaïb El Ahrach |

| 19 novembre 2013 | Égypte              | 2 – 1   | Ghana          | Stade du 30 Juin, Le Caire                              |                                                         |
| 18:00 UTC+2      | Zaki 25e · Gedo 83e | (1 – 0) | 88e K. Boateng | Spectateurs : 25 000 Arbitrage : Désiré Doué Noumandiez | Spectateurs : 25 000 Arbitrage : Désiré Doué Noumandiez |
| 18:00 UTC+2      | Rapport             |         |                | Spectateurs : 25 000 Arbitrage : Désiré Doué Noumandiez | Spectateurs : 25 000 Arbitrage : Désiré Doué Noumandiez |

| 12 octobre 2013 | Burkina Faso                                    | 3 – 2   | Algérie                    | Stade du 4-Août, Ouagadougou                   |                                                |
| 16:00 UTC+0     | Pitroipa 45+2e · D. Koné 65e · Bancé 86e (pen.) | (1 – 0) | 50e Feghouli · 68e Medjani | Spectateurs : 31 000 Arbitrage : Janny Sikazwe | Spectateurs : 31 000 Arbitrage : Janny Sikazwe |
| 16:00 UTC+0     | Rapport                                         |         |                            | Spectateurs : 31 000 Arbitrage : Janny Sikazwe | Spectateurs : 31 000 Arbitrage : Janny Sikazwe |

| 19 novembre 2013 | Algérie       | 1 – 0   | Burkina Faso | Stade Mustapha-Tchaker, Blida                  |                                                |
| 19:15 UTC+1      | Bougherra 49e | (0 – 0) |              | Spectateurs : 35 000 Arbitrage : Badara Diatta | Spectateurs : 35 000 Arbitrage : Badara Diatta |
| 19:15 UTC+1      | Rapport       |         |              | Spectateurs : 35 000 Arbitrage : Badara Diatta | Spectateurs : 35 000 Arbitrage : Badara Diatta |

## Meilleurs buteurs
Classement des douze meilleurs buteurs :
| Rang | Joueur               | Pays               | Buts |
| ---- | -------------------- | ------------------ | ---- |
| 1    | Mohamed Aboutrika    | Égypte             | 6    |
| 1    | Mohamed Salah        | Égypte             | 6    |
| 1    | Asamoah Gyan         | Ghana              | 6    |
| 4    | Bernard Parker       | Afrique du Sud     | 5    |
| 4    | Islam Slimani        | Algérie            | 5    |
| 4    | Juvenal Edjogo-Owono | Guinée équatoriale | 5    |
| 4    | Papiss Cissé         | Sénégal            | 5    |
| 8    | Salomon Kalou        | Côte d'Ivoire      | 4    |
| 8    | Yaya Touré           | Côte d'Ivoire      | 4    |
| 8    | Getaneh Kebede       | Éthiopie           | 4    |
| 8    | Saladin Saïd         | Éthiopie           | 4    |
| 8    | Trésor Mputu         | RD Congo           | 4    |